# Emil Šaloun
Emil Šaloun (* 14. října 1947, Přerov) je český hudebník, textař, scenárista a spisovatel, autor knih pro děti, trvale žijící v Německu.

## Život
Vystudoval Pražskou konzervatoř a v sedmdesátých letech 20. století založil hudební skupinu, pro kterou psal hudbu i texty. Po jejím zákazu pak psal texty pro několik dalších hudebních skupin. Zároveň psal pohádkové scénáře pro Československý rozhlas a publikoval v Mateřídoušce a v jiných dětských časopisech. Roku 1980 emigroval do Spolkové republiky Německo, kde žije dodnes a kde pracoval jako dramaturg a producent v hudebním vydavatelství. V Německu začal také publikovat pro děti, ale čeští čtenáři se k jeho knihám dostali až po roce 1989. Ve své tvorbě, podobně jako například Jaromír Kincl, rozvíjel poetiku moderní české pohádky Václava Čtvrtka. Mnoho jeho knih ilustroval Zdeněk Smetana. Většina jeho pohádek vyšla také na zvukových nosičích.

## Výběrová bibliografie
- Jak Kašpárek učil čerty zpívat, Praha: DILIA 1994, pohádková veselohra s hudbou a zpěvem.
- Vodník Žblabuňka Vizovice: Lípa 1995, pohádky.
- Pohádky na celý týden, Vimperk: VIK, 1995, sedm pohádek
- O mlé víle Plavuňce, Vimperk: VIK, 1995
- Jak Kašpárek učil čerty zpívat Boskovice: Albert 1995, přepracování stejnojmenné divadelní hry do knižní podoby.
- Příhody vodníka Žblabuňky, Vizovice: Lípa 1996, pokračování knihy Vodník Žblabuňka.
- Skřítek Racochejl, Praha: Via Lucis, 1998, druhé vydání pod názvem O skřítku Racochejlovi, Praha: Česká televize 2019.[2]

## Televizní adaptace
- O skřítku Racochejlovi (1997-2000), český animovaný dvacetišestidílný večerníček, scénář Marie Kšajtová, režie Jiří Miška.[3]